# Jaroslav Seifert

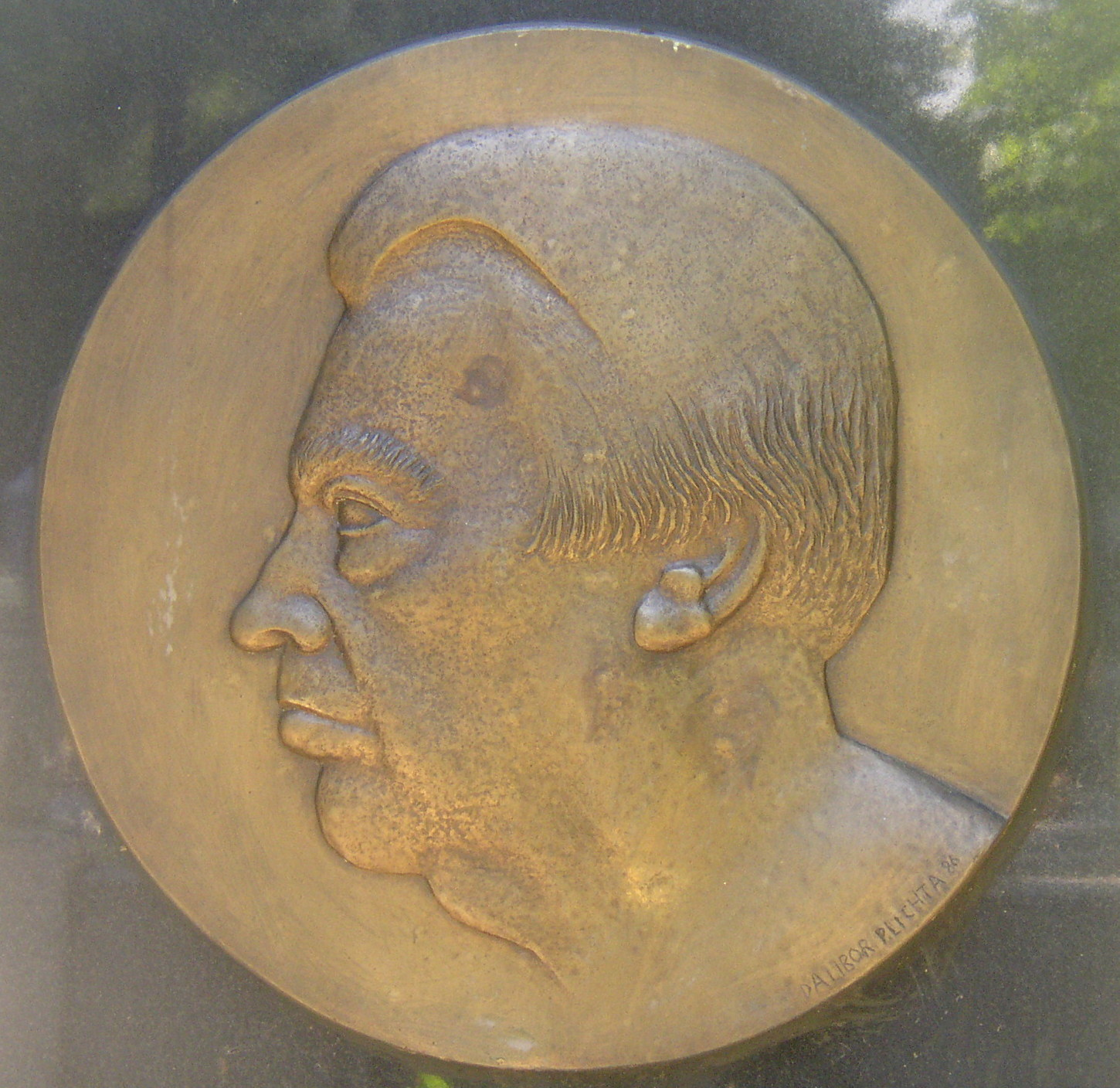
Imatge de la tomba de Jaroslav Seifert

Jaroslav Seifert (Praga, Imperi Austrohongarès, 23 de setembre del 1901 – ibídem, Txecoslovàquia, 10 de gener del 1986) fou un poeta i periodista txec guardonat amb el Premi Nobel de Literatura.

## Biografia

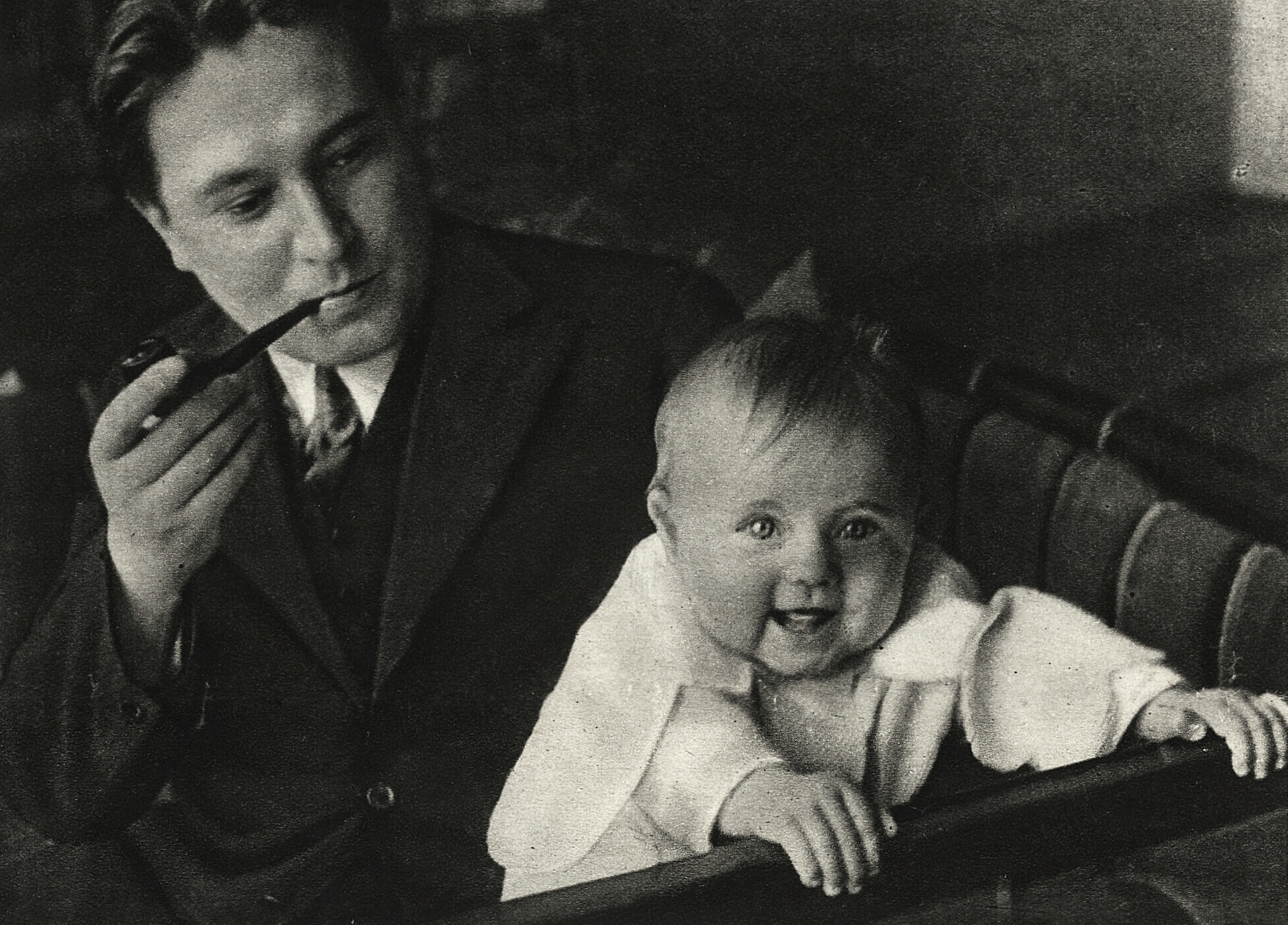
Jaroslav Seifert (1931)

Va néixer al barri obrer de Žižkov de la ciutat de Praga, ciutat que en aquells moments formava part de l'Imperi Austrohongarès, que posteriorment seria la capital de Txecoslovàquia i que avui en dia és la capital de la República Txeca. No va finalitzar els estudis, però això no li prohibí dedicar-se a la poesia i al periodisme.
Membre fundador del grup avantguardista Devětsil, fou l'editor dels diaris i revistes Rovnost, Srsatec i Reflektor. Membre del Partit Comunista de Txecoslovàquia, el 1929 trencà relacions amb aquest partit per les tendències bolxevics de la seva direcció.

## Obra literària
El 1949, abandonà el periodisme i es dedicà plenament a la literatura, especialitzant-se en la poesia. Les seves obres aconseguiren el reconeixement oficial gràcies al Premi Nacional de Literatura que aconseguí els anys 1936, 1955 i 1968. Entre aquell any i el 1970, fou director de la Unió d'escriptors Txecs.
L'any 1984, fou guardonat amb el Premi Nobel de Literatura “per una producció poètica que, dotada de gran frescor, sensualitat i variada imaginació, subministra una imatge alliberada de l'esperit indomable i versàtil de l'ésser humà”, i fou fins al moment l'únic escriptor en txec guardonat amb aquest premi. Per problemes de salut, no pogué ser present a la cerimònia celebrada a Estocolm, tot i que en aquell moment s'especulà amb la possibilitat d'haver estat vetada la seva sortida del país per part del règim comunista.

### Obra seleccionada
| - 1921: Město v slzách - 1923: Samá láska - 1925: Na vlnách TSF - 1926: Slavík zpivá špatně - 1929: Poštovni holub - 1929: Hvězdy nad Rajskou Zahradou - 1933: Jablko z klína - 1936: Ruce Venušiny - 1937: Jaro sbohem - 1938: Zhasněte světla - 1940: Vějíř Boženy Němcové - 1944: Kamenný most | - 1945: Přilba hlíny - 1948: Ruka a plamen - 1949: Šel Malíř chudě do světa - 1950: Chants de Viktorka - 1954: Maminka - 1956: Chlapec a hvězdy - 1965: Koncert na ostrově - 1967: Odlévání zvonu - 1967: Halleyova kometa - 1968: Kniha o Praze - 1983: Býti básníkem |

## Reconeixements
En honor seu, s'anomenà l'asteroide (4369) Seifert descobert el 30 de juliol del 1982 per Ladislav Brožek.